# نظام كشف التسلل

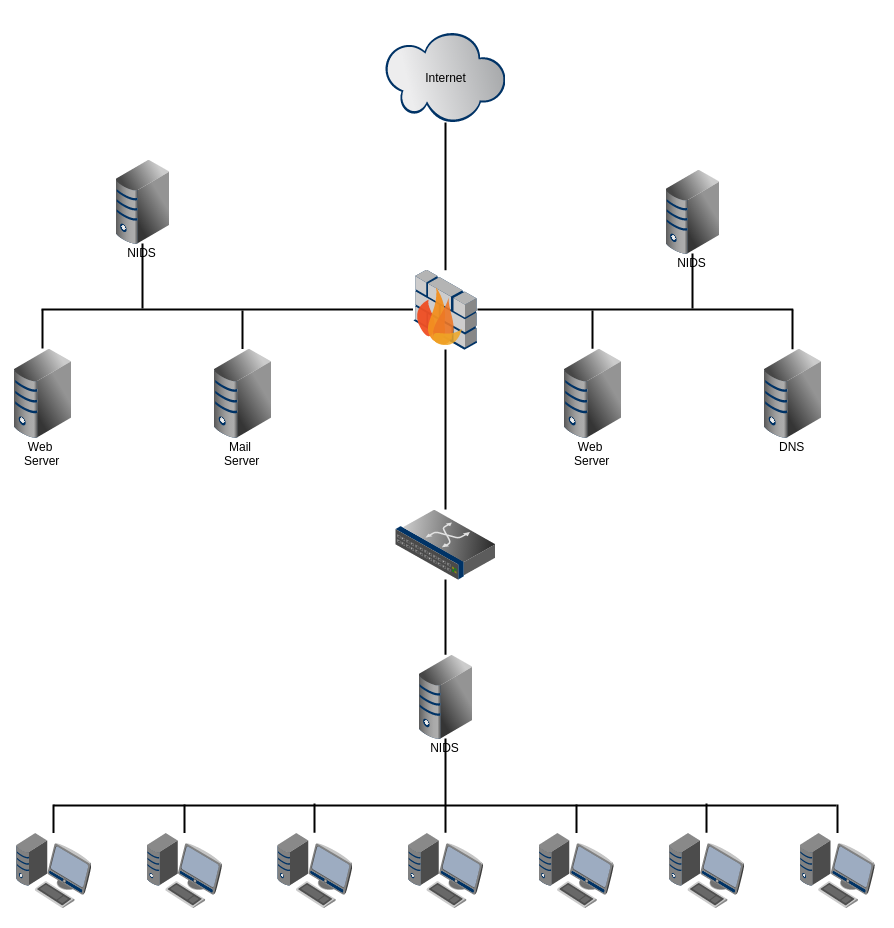

نظام كشف التسلل (بالإنجليزية: Intrusion Detection Systems)‏ هو برنامج و/ أو جهاز مصمم للكشف عن محاولات الوصول غير المرغوب بها إلى نظام الحاسب الآلي أو محاولة تعطيل هذا النظام بشكل عام والتلاعب به، وذلك من خلال شبكة العمل، مثل إنترنت. هذه المحاولات يمكن أن تستخدم عدة أشكال للهجمات، على سبيل المثال، بواسطة كسر الحماية التي تتعلق بحقوق النسخ أو الطبع، أو استخدام برامج ضارة و/ أو استخدام الموظفين الساخطين على شركتهم أو ما شابه. نظام كشف التسلل لا يمكنه كشف الهجمات ضمن حركة مرورية مشفرة.
نظام كشف التسلل يستخدم للكشف عن عدة أنواع من التصرفات المريبة التي يمكن أن تنتهك نظام الحاسب الأمني وتفقده موثوقيته. هذا يتضمن هجمات الشبكة ضد الخدمات الضعيفة، البيانات التي تدفع الهجمات على التطبيقات، الهجمات القائمة على استضافة الامتيازات، الدخول غير المصرح به والوصول إلى المفات الحساسة، والبرامج الضارة (الفيروسات، حصان طروادة، والديدان).
نظام كشف التسلل يمكن أن يكون مؤلفاً من عدة مكونات: جهاز استشعار  الذي يولد الأحداث الأمنية، لوحة تحكم  لمراقبة الأحداث والتنبيهات والتحكم بأجهزة الاستشعار، ومحرك عام الذي يقوم بتسجيل إدخالات الأحداث المتلقاة من خلال أجهزة الاستشعار في قاعدة بيانات ويستخدم نظام من القواعد التي يتخذها لتوليد التنبيهات من الأحداث الأمنية التي حددت. هنالك العديد من الطرق لتصنيف أنظمة كشف التسلل بالاعتماد على نوع وموقع أجهزة الاستشعار والمنهجيات المستخدمة على هذا المحرك للقيام بتوليد التنبيهات. في العديد من أنظمة الكشف عن التسلل البسيطة جميع هذه العناصر تكون مجتمعة في جهاز واحد أو عدة أجهزة.

## تعرف على الأنظمة التالية
- نظام كشف التسلل بالاعتماد على الشبكة اختصاراً (NIDS)
- نظام كشف التسلل المرتكز على المضيف  [لغات أخرى]‏ اختصاراً (HIDS)
- البروتوكول-المستند على نظام كشف التسلل  [لغات أخرى]‏ اختصاراً (PIDS)
- تطبيق البروتوكول-المستند على نظام كشف التسلل  [لغات أخرى]‏ اختصاراً (APIDS)
- الوضع الشاذ-المستند على نظام كشف التسلل  [لغات أخرى]‏
- نظام منع التسلل اختصاراً (IPS)
- نظام الناعة المصطنعة  [لغات أخرى]‏ اختصاراً (AIS)
- الوكيل المستقل لكشف التسلل اختصاراً (AAFID)

## أنظمة كشف تسلل مجانية
- سنورت
- Endian Firewall
- أنتانجل
- Bro NIDS  [لغات أخرى]‏
- Prelude Hybrid IDS
- OSSEC HIDS  [لغات أخرى]‏

## وصلات خارجية
- أنظمة كشف التسلل الفئة في مشروع الدليل المفتوح
- الأمن السلبي نظام IDS مثال
- دليل لاكتشاف ومنع اٍختراق النظم (IDPS), المعهد الوطني للمعايير والتقنية لجنة تنظيم الأوراق المالية الصينية منشور خاص SP 800-94, released 02/2007
- سوفت بانوراما : كشف التسلل (مسائل عامة)
- اٍي دي أس التهرب مع يونيكود
- مقال مجلة لينكس
- Intrusion Detection/Protection شجرة نظم التصنيف
- Cross Reference Anomaly Processing: CRAP
- يمكنك معرفة المزيد من المعلومات بالنقر هنا.